# Riec-sur-Bélon
 Riec-sur-Bélon  (en bretón Rieg) es una población y comuna francesa, situada en la región de Bretaña, departamento de Finisterre, en el distrito de Quimper y cantón de Pont-Aven.

## Demografía
| 4389 | 4308 | 4158 | 4059 | 4014 | 4008 |
| Para los censos de 1962 a 1999 la población legal corresponde a la población sin duplicidades (Fuente: INSEE [Consultar]) |      |      |      |      |      |